# Stefan Maierhofer
Stefan Maierhofer (Gablitz, 16 de Agosto de 1982) é um jogador de futebol austríaco, que atua como atacante pelo Millwall na Championship.
Maierhofer é conhecido pela alta estatura (2,02 cm), e por ser um jogador rodado no futebol austríaco e alemão. Na seleção nacional, teve uma curto tempo de convocação de 2008 até 2011.

## Títulos
Rapid Viena
- Campeonato Austríaco (2): 2007-2008 e 2011-2012